# Split Enz
Split Enz var ett band från Nya Zeeland som var framgångsrikt på 1970- och 1980-talen. Här spelade bröderna Tim Finn och Neil Finn. Bandet började ursprungligen som en folkorienterad grupp med udda konstrockstilar och bandet byggde en stark regional anhängare, kända för sina besynnerliga kostymer och smink. Bandet anammade en mer strömlinjeformad och poporienterad stil när Tim Finns bror Neil gick med som sångare och textförfattare. De fortsatte med att bli new wave-pionjärer.

## Diskografi
Studioalbum
- Mental Notes (1975)
- Second Thoughts (1976)
- Dizrythmia (1977)
- Frenzy (1979)
- True Colours (1980)
- Waiata (1981)
- Time and Tide (1982)
- Conflicting Emotions (1983)
- See Ya 'Round (1984)

Livealbum
- The Living Enz (1985)
- Anniversary (1994)
- Extravagenza (2005)
- Greatest Hits Live (2011)
- Live, Alive Oh (2017)

Samlingsalbum (urval)
- The Beginning of the Enz (1979)
- Enz of an Era (1982)
- History Never Repeats – The Best of Split Enz (1987)
- Oddz and Enz (1992)
- Rear Enz (1992)
- The Best of Split Enz (1993)
- Enz to Enz - The Ultimate Split Enz Box Set (2007) (11-CD-box)
- The Rootin Tootin Luton Tapes (2007)